# Plegamiento

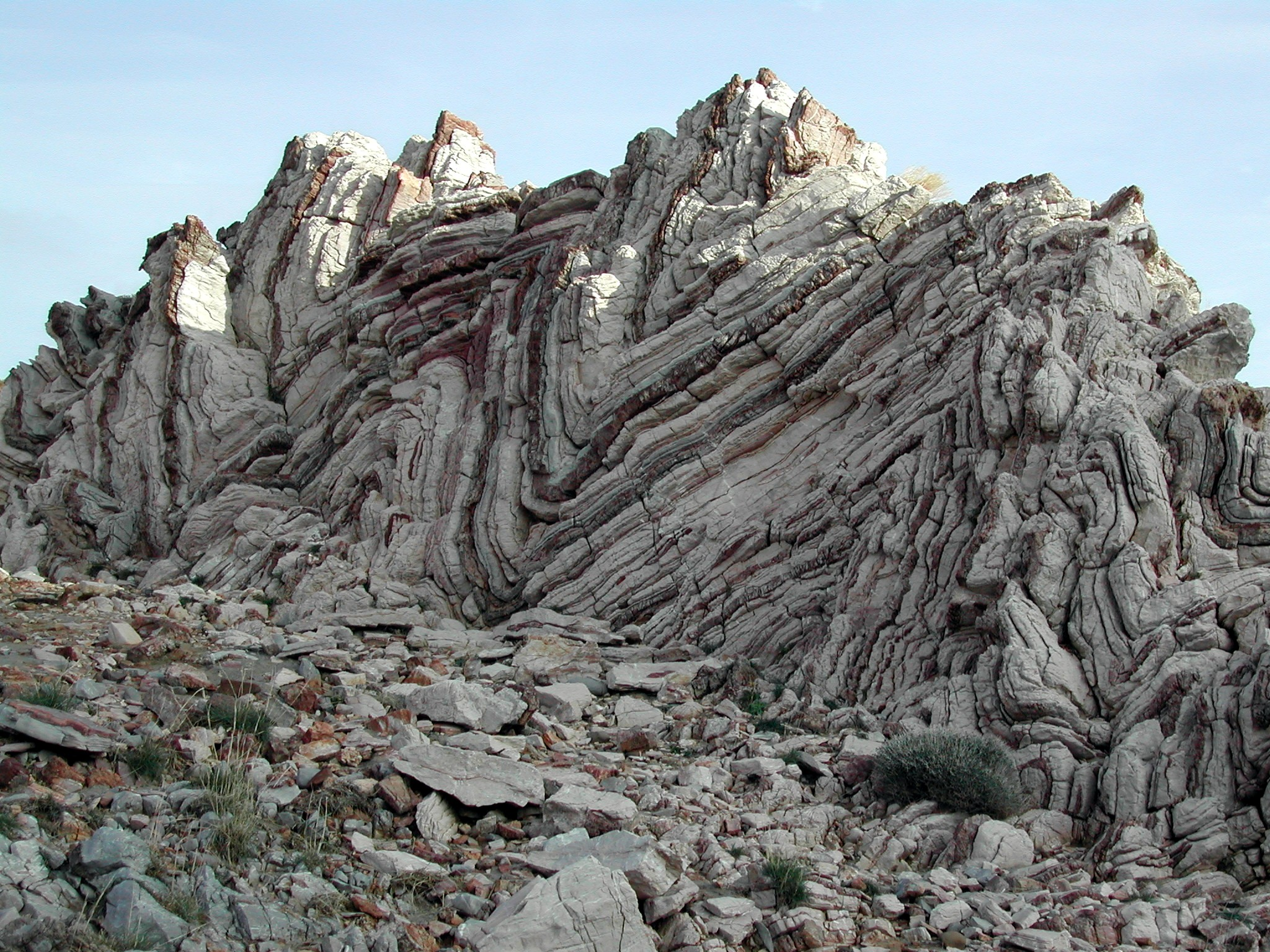
Pliegues en rocas sedimentarias, alternancia de calizas y cherts (isla de Creta).

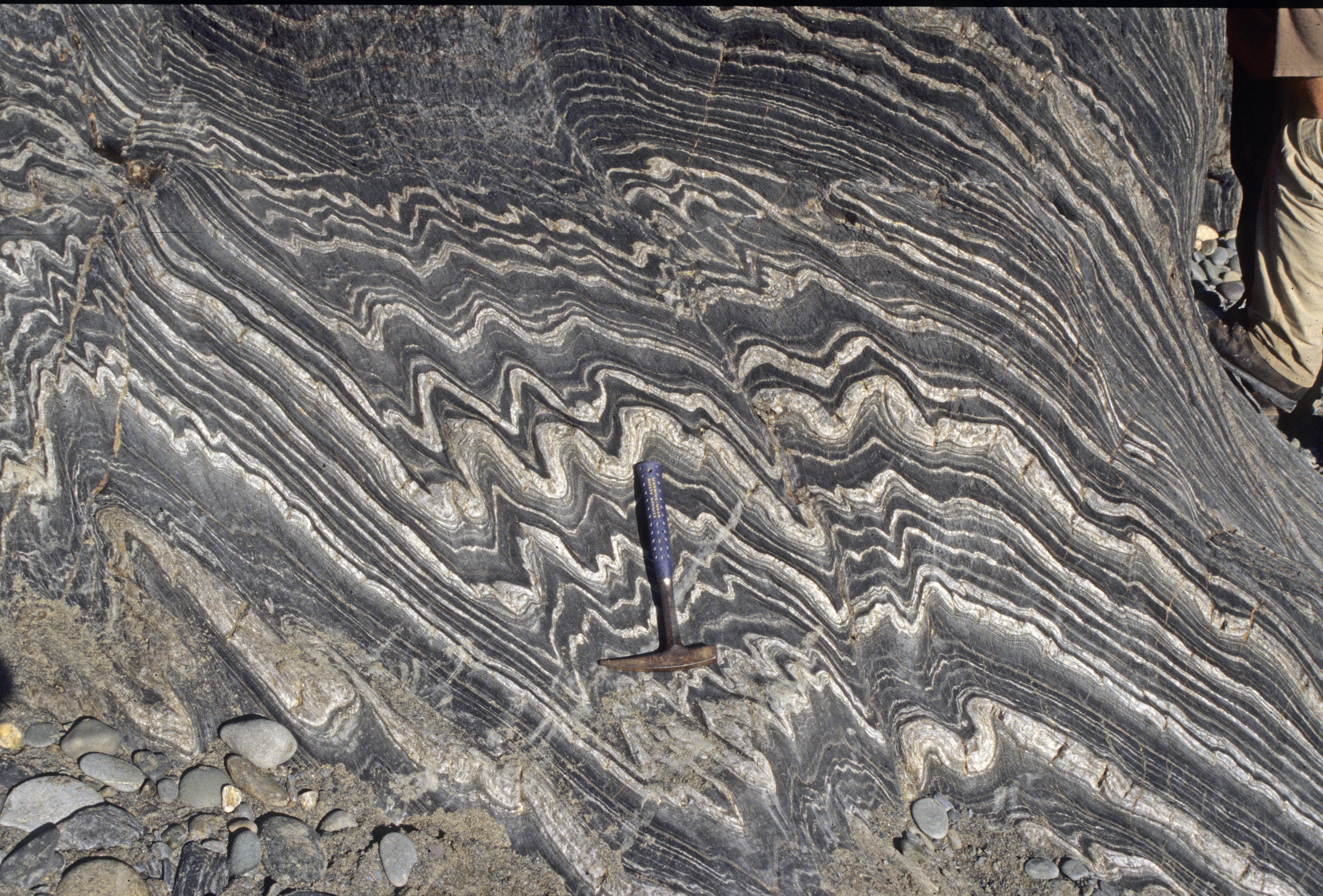
Rocas metamórficas, cuarcitas y pizarras, muy replegadas (Nueva Escocia, Canadá).

Plegamiento o pliegue es la curvatura producida en rocas por esfuerzos tectónicos o gravitatorios. La curvatura suele manifestarse en los elementos planares o con superficies de discontinuidad de las rocas, como estratificación, foliación o agregados minerales lineares. Muchas de estas superficies han sido aproximadamente planas antes del plegamiento. La forma de los plegamientos puede variar considerablemente. Los plegamientos son el resultado de deformación dúctil, es decir, sin rotura. Algunos plegamientos como los plegamientos de arrastre están asociados a fallas.
Los pliegues se originan por esfuerzos de compresión sobre las rocas que no llegan a romperlas (deformación dúctil); en cambio, cuando sí lo hacen, se forman las llamadas fallas. Los plegamientos pueden formarse en cualquier ambiente ambiente tectónico, aunque su mayor desarrollo se produce en los márgenes de los orógenos de colisión (cinturones de plegamiento).
Los pliegues se forman en condiciones variadas de esfuerzo, presión de poros y gradiente de temperatura, como demuestra su presencia en sedimentos, en todo el espectro de rocas metamórficas e incluso como estructuras de flujo primarias en algunas rocas ígneas. Un conjunto de pliegues distribuidos a escala regional constituye un cinturón de pliegues, una característica común de la zonas orogénicas. Los pliegues se forman comúnmente por acortamiento de las capas existentes, pero también pueden formarse como resultado del desplazamiento en una falla no plana (pliegue en curva de falla), en el extremo de una falla en propagación (pliegue en propagación de falla), por compactación diferencial o debido a los efectos de una intrusión ígnea de alto nivel. Una intrusión de alto nivel suele ser, por ejemplo, un lacolito.

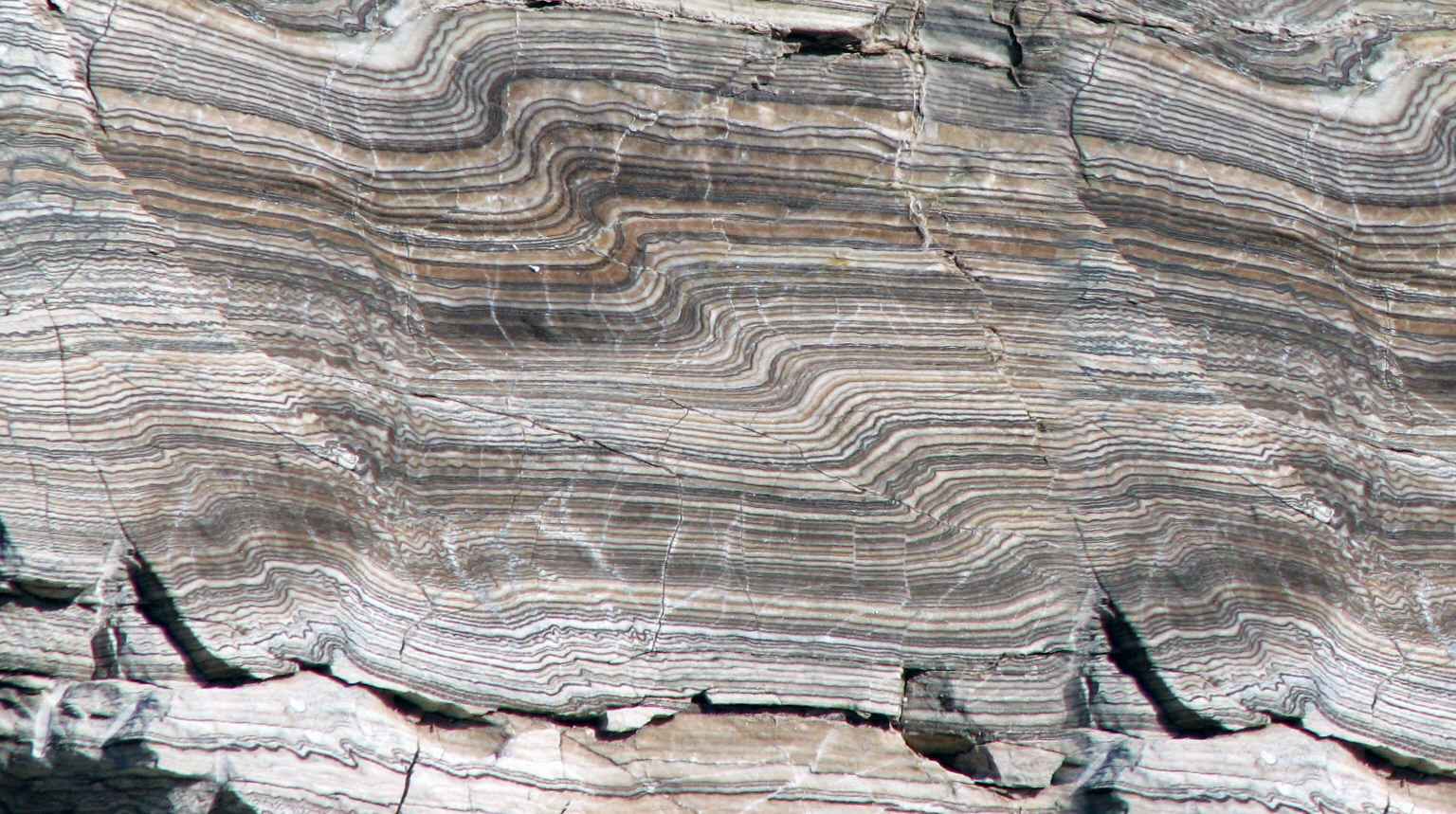
Plegamientos en banda de pliegues en el Pérmico de Nuevo México, Estados Unidos

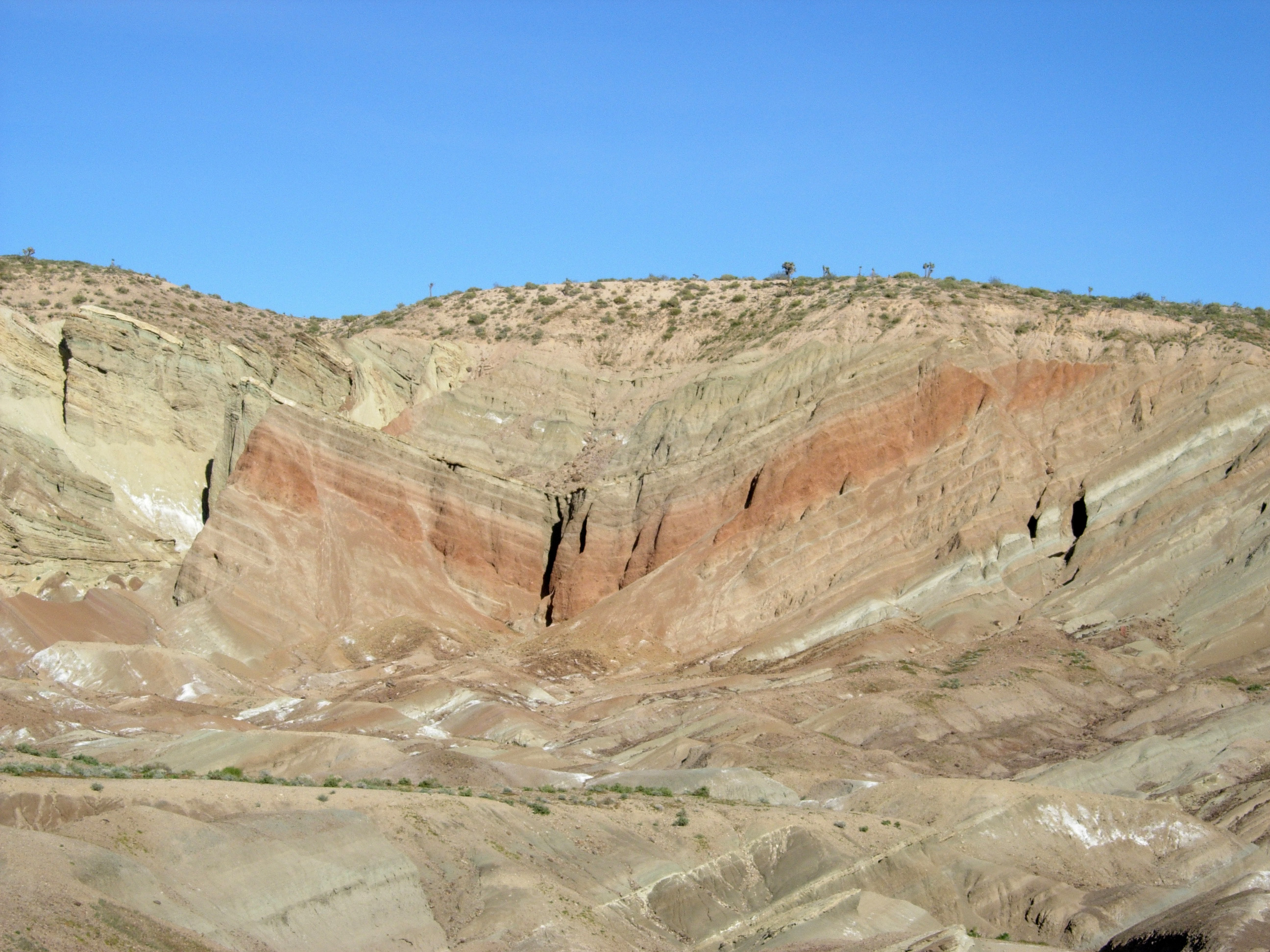
Sinclinal de la Cuenca del Arco Iris en la Formación Barstow cerca de Barstow (California)

.

## Elementos de un pliegue

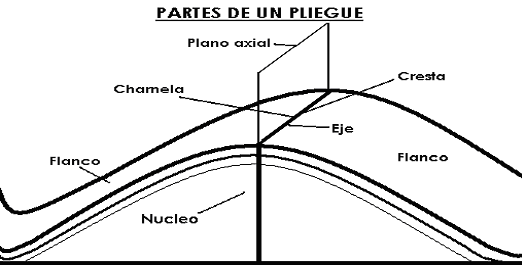
Elementos de un pliegue.

- Charnela: zona de mayor curvatura del pliegue.[7]
- Línea de charnela o eje de pliegue: línea que une los puntos de mayor curvatura de una superficie del pliegue.[8][9]
- Dirección: ángulo que forma el eje del pliegue con la dirección geográfica norte-sur.
- Plano axial: plano que contiene todas las líneas de charnela y corta el pliegue.
- Núcleo: parte más comprimida y más interna del pliegue.
- Flancos: mitades en que divide el plano axial a un pliegue.[cita requerida]
- Cabeceo: ángulo que forma el eje de pliegue con una línea horizontal contenida en el plano axial.
- Cresta: zona más alta de un pliegue convexo hacia arriba.
- Valle: zona más baja de un pliegue cóncavo hacia arriba.
- Plegado cilíndrico:  Un pliegue que puede ser generado por un eje de pliegue se denomina pliegue cilíndrico. Este término se ha ampliado para incluir pliegues casi cilíndricos. A menudo, el eje del pliegue coincide con la línea de bisagra.[10][11]

## Características descriptivas

### Tamaño de los pliegues
Los pliegues menores se ven con bastante frecuencia en afloramiento; los pliegues mayores rara vez, excepto en los países más áridos. Sin embargo, los pliegues menores pueden proporcionar a menudo la clave de los pliegues mayores con los que están relacionados. Reflejan la misma forma y estilo, la dirección en la que se encuentran los cierres de los pliegues mayores, y su clivaje indica la actitud de los planos axiales de los pliegues mayores y su dirección de vuelco

### Forma del pliegue

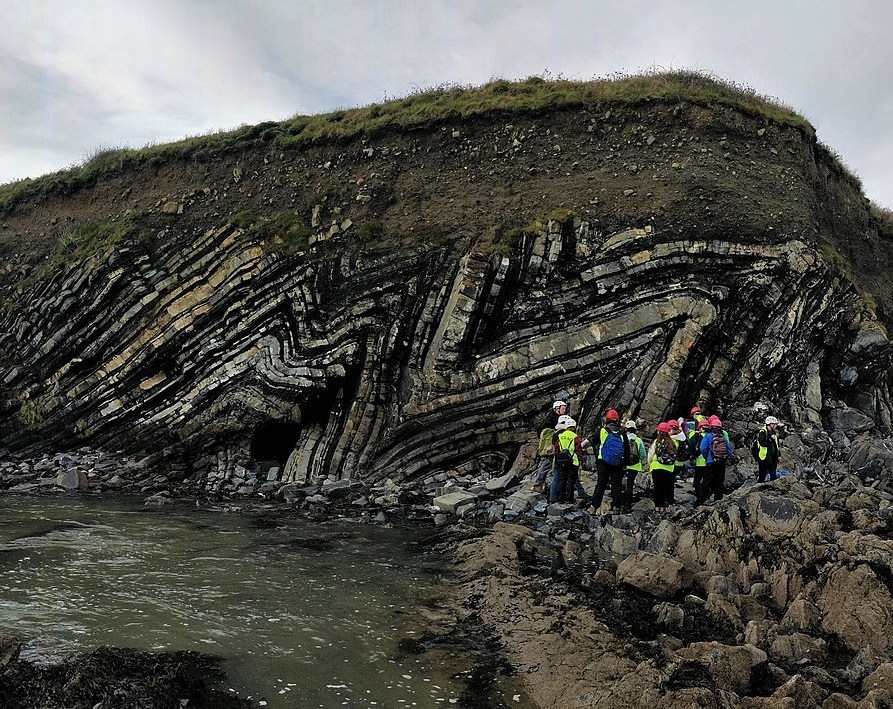
Pliegues tipo cheurón en Irlanda.

Un pliegue puede tener forma de cheurón, con flancos planos que se encuentran en un eje angular, de cúspide con flancos curvos, de circular con un eje curvo, o de elipse con longitud de onda desigual.

### Amplitud del pliegue

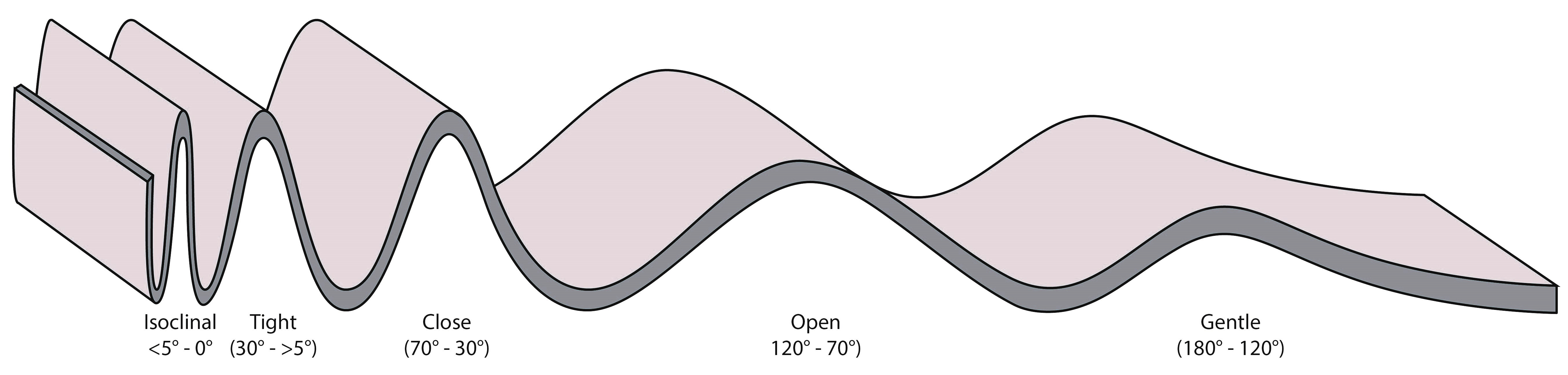
Ángulos entre miembros

La amplitud o apretamiento del pliegue se define por el tamaño del ángulo entre los flancos del pliegue (medido tangencialmente a la superficie plegada en el línea de inflexión de cada flanco), llamado ángulo entre flancos. Los pliegues suaves tienen un ángulo entre flancos de entre 180° y 120°, los pliegues abiertos oscilan entre 120° y 70°, los pliegues cerrados entre 70° y 30°, y los pliegues apretados entre 30° y 0°. Las isoclinas, o pliegues isoclinales, tienen un ángulo entre flancos de entre 10° y cero, con flancos esencialmente paralelos.

### Simetría de los pliegues
No todos los pliegues son iguales a ambos lados del eje del pliegue. Los que tienen extremidades de longitud relativamente igual se denominan simétricos, y los que tienen extremidades muy desiguales son asimétricos. Los pliegues asimétricos suelen tener un eje en ángulo con la superficie original desplegada sobre la que se formaron.

### Inclinación y vergencia
La vergencia es la dirección hacia la que se inclina el eje de un pliegue, medido en una dirección perpendicular al mismo.

### Clases de estilos de deformación

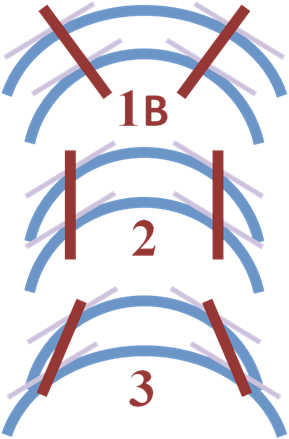
Clasificación de pliegues de Ramsay por convergencia de isógonos de buzamiento (líneas rojas).

Los pliegues que mantienen un espesor de capa uniforme se clasifican como pliegues concéntricos. Los que no lo hacen se denominan pliegues similares. Los pliegues similares tienden a mostrar un adelgazamiento de las extremidades y un engrosamiento de la zona de bisagra. Los pliegues concéntricos están causados por la deformación debida al pandeo activo de las capas, mientras que los pliegues similares suelen formarse por alguna forma de flujo de cizallamiento en la que las capas no son mecánicamente activas. Ramsay ha propuesto un esquema de clasificación para los pliegues que a menudo se utiliza para describir los pliegues de perfil basado en la curvatura de las líneas internas y externas de un pliegue y el comportamiento de los  isógonos de buzamiento, es decir, líneas que conectan puntos de igual buzamiento en superficies plegadas adyacentes.

## Orientación de un pliegue
- Inmersión: ángulo que forman una línea de charnela y el plano horizontal.
- Dirección: ángulo formado entre un eje del pliegue y la dirección norte - sur.
- Buzamiento: ángulo que forman las superficies de cada flanco con la horizontal (tomando siempre la máxima pendiente para cada punto).
- Vergencia: dirección hacia la que se inclina el plano axial de un anticlinal no recto (también dirección hacia la que se desplaza el bloque superior de un cabalgamiento).

## Tipos de pliegues

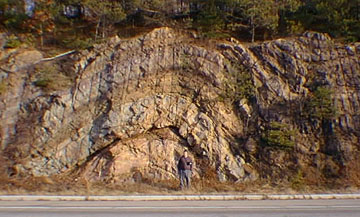
Anticlinal.

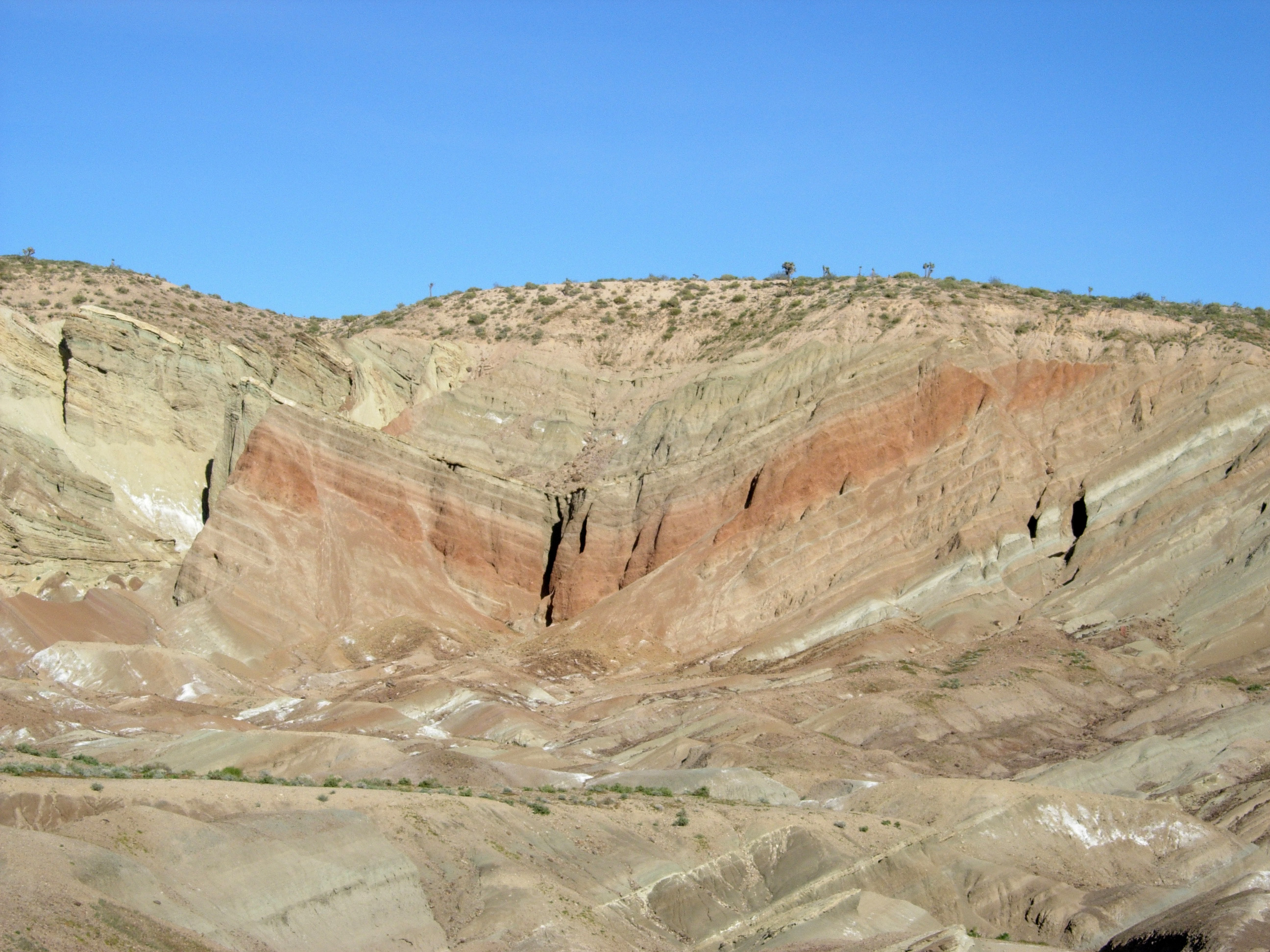
Sinclinal.

Símbolos de representación de diferentes tipos de pliegues en los mapas geológicos.

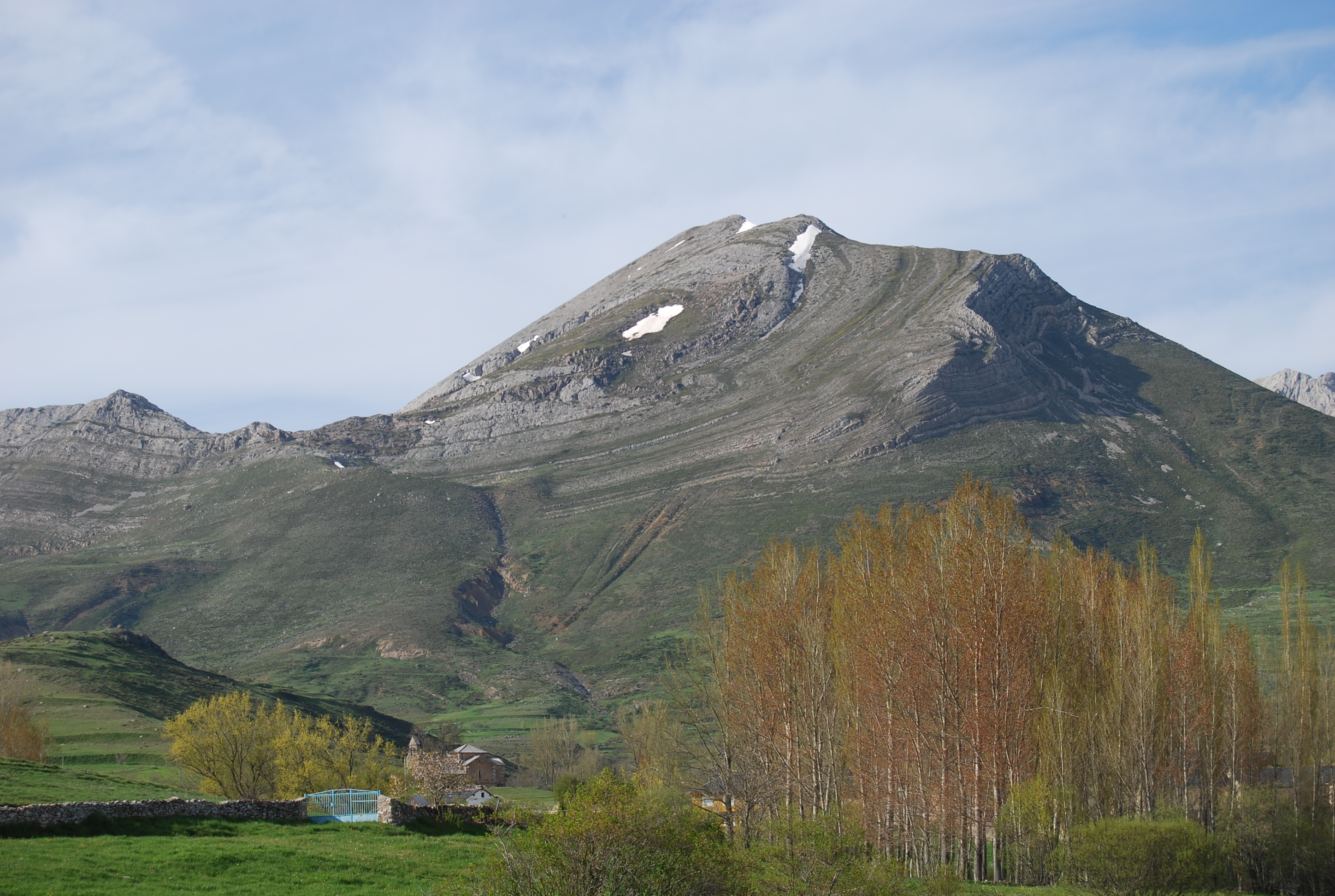
Pliegue tumbado en calizas. Babia, León (España)

Los pliegues se pueden clasificar atendiendo a varias características:
- Por la disposición de sus capas según antigüedad:
  - Anticlinales: los estratos son más antiguos cuanto más cerca estén del núcleo. El pliegue es convexo hacia arriba siempre que no se haya invertido su posición por causas tectónicas.
  - Sinclinales: los estratos son más jóvenes cuanto más cerca estén del núcleo. El pliegue es cóncavo hacia arriba siempre que no se haya invertido su posición por causas tectónicas.

- Por su forma:
  - Antiforme: El pliegue es convexo hacia arriba, todo pliegue antiforme de primera generación es un anticlinal.
  - Sinforme: El pliegue es cóncavo hacia arriba o convexo hacia abajo, todo pliegue sinforme de primera generación es un sinclinal.

- Por su génesis:
  - Pliegues de primera generación o primera fase: Son los pliegues iniciales de un orógeno.
  - Pliegues de fases o generaciones sucesivas: Son plegamientos de rocas previamente plegadas, se los puede estudiar gracias al fenómeno de la foliación. Permiten estudiar la evolución tectónica de un orógeno.

- Por su simetría
  - Simétricos respecto del plano axial
  - Asimétricos respecto del plano axial.

- Por la inclinación del plano axial
  - Rectos: el plano axial se encuentra en posición vertical.
  - Inclinados o tumbados: el plano axial se encuentra inclinado.
  - Recumbentes: el plano axial se encuentra muy inclinado u horizontal. En estos casos se puede producir una inversión del registro estratigráfico.

- Por el espesor de sus capas
  - Isópacos: sus capas tienen un espesor uniforme.
  - Anisopacos: Sus capas no tienen un espesor uniforme.

- Por el ángulo que forman sus flancos
  - Isoclinales: sus flancos son paralelos.
  - Apretados: los flancos forman un ángulo agudo.
  - Suaves: los flancos forman un ángulo obtuso.

### Otros
- Domo: anticlinal no lineal, los estratos buzan alejándose del centro en todas direcciones, los estratos más antiguos en el centro.
- Cuenca estructural: sinclinal no lineal, los estratos buzan hacia el centro en todas direcciones, con los estratos más recientes en el centro.
- Cheurón: pliegue angular con flancos rectos y charnelas pequeñas.
- Slump: típicamente monoclinal, resultado de la compactación o disolución diferencial durante la sedimentación y litificación.
- Ptigmáticos: Los pliegues son caóticos, aleatorios e inconexos. Típico de los pliegues sedimentarios, migmatitas y zonas de despegue.
- Parásitos: pliegues de longitud de onda corta formados dentro de una estructura de pliegues de mayor longitud de onda - normalmente asociados a diferencias en el espesor de las capas.[17]
- Disarmónicos: Pliegues en capas adyacentes con diferentes longitudes de onda y formas,[17] normalmente debido al diferente comportamiento mecánico de cada capa al mismo campo de esfuerzos.
- Homoclinal: implica estratos que buzan en la misma dirección, aunque no necesariamente debido a ningún plegamiento.

## Asociaciones de pliegues

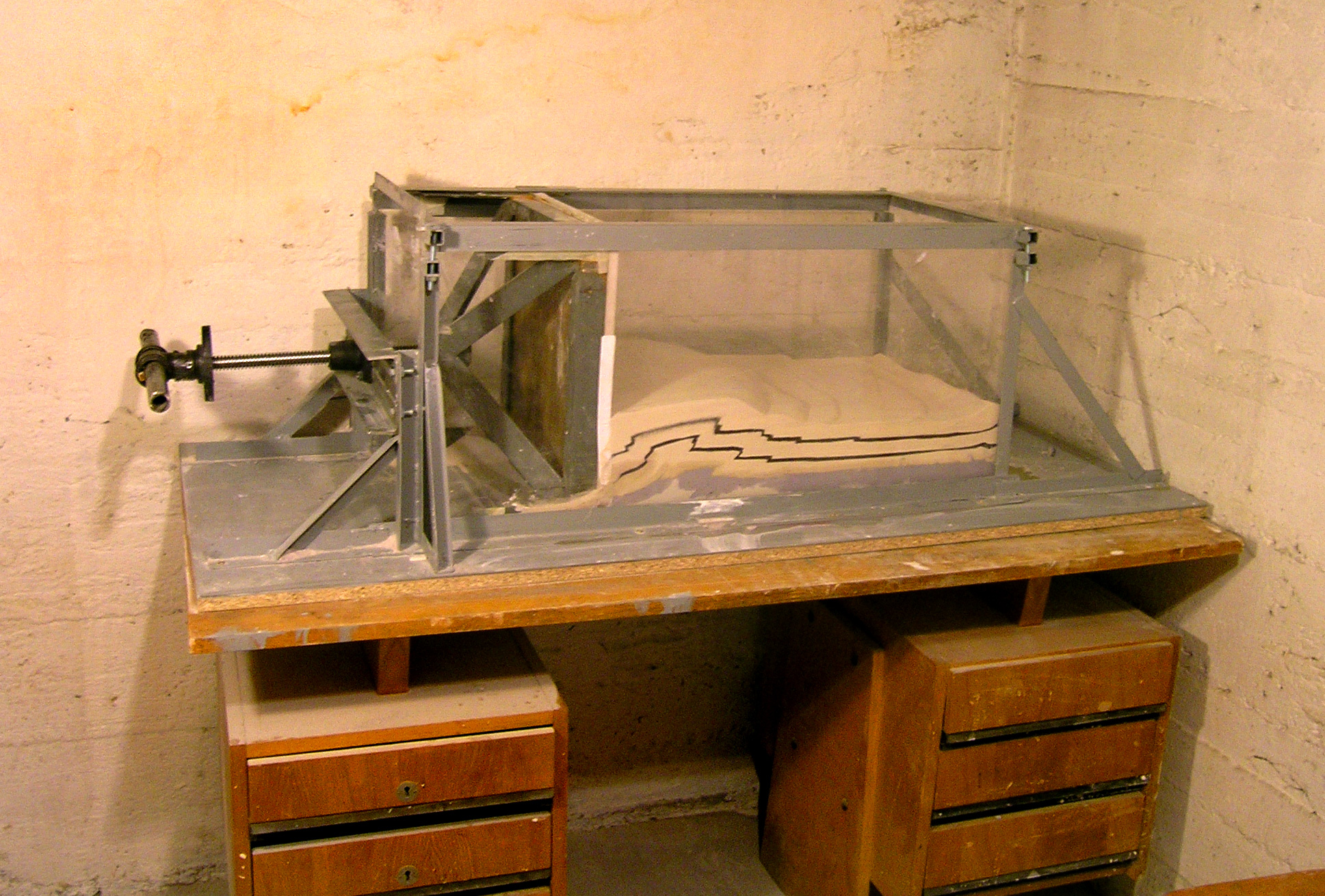
Mecanismo de experimentación que reproduce pliegues geológicos por empuje horizontal. El resultado de la fotografía muestra un anticlinorio.

Los pliegues no se suelen encontrar aislados, sino que se asocian. Las asociaciones más sencillas de pliegues son:
- Isoclinorio: los planos axiales de los pliegues son paralelos.
- Anticlinorio: los planos axiales de los pliegues convergen por debajo del pliegue, de modo que el conjunto de pliegues tiene forma de anticlinal.[18]
- Sinclinorio: los planos axiales de los pliegues convergen por encima del pliegue, de modo que el conjunto de pliegues tiene forma de sinclinal.[18]

## Mecanismos de plegamiento
El plegamiento de las rocas debe equilibrar la deformación de las capas con la conservación del volumen en una masa rocosa. Esto ocurre por varios mecanismos.

### Deslizamiento por flexión
El deslizamiento flexural permite el plegamiento mediante la creación de deslizamientos paralelos entre las capas de los estratos plegados, que, en conjunto, dan lugar a la deformación. Una buena analogía es doblar una guía telefónica, donde la conservación del volumen se acomoda por deslizamiento entre las páginas del libro.
El pliegue formado por la compresión de los lechos rocosos competentes se denomina "doblamiento de flexión".

### Pliegue de deformación
Normalmente, se cree que el plegamiento se produce por simple pandeo de una superficie plana y su volumen de confinamiento. El cambio de volumen es acomodado por capas paralelas que acortan el volumen, cuyo espesor aumenta. El plegamiento por este mecanismo es típico de un estilo de pliegue similar, ya que los miembros adelgazados se acortan horizontalmente y las articulaciones engrosadas lo hacen verticalmente.

### Desplazamiento de la masa
Si la deformación del pliegue no puede ser acomodada por un deslizamiento por flexión o un acortamiento por cambio de volumen (pandeo), las rocas son generalmente retiradas de la trayectoria del esfuerzo. Esto se consigue mediante disolución por presión, una forma de proceso metamórfico, en el que las rocas se acortan disolviendo los constituyentes en zonas de alta tensión y redepositándolos en zonas de menor tensión. Los pliegues creados de este modo incluyen ejemplos en migmatitas y zonas con un fuerte clivaje planar axial.

## Mecánica del plegamiento
Los pliegues en la roca se forman en función del campo de tensión en el que se encuentran las rocas y de la reología, o método de respuesta a la tensión, de la roca en el momento en que se aplica la tensión.
La reología de las capas que se pliegan determina los rasgos característicos de los pliegues que se miden sobre el terreno. Las rocas que se deforman más fácilmente forman muchos pliegues de longitud de onda corta y gran amplitud. Las rocas que no se deforman tan fácilmente forman pliegues de longitud de onda larga y baja amplitud.

## Implicaciones económicas

### Industria minera

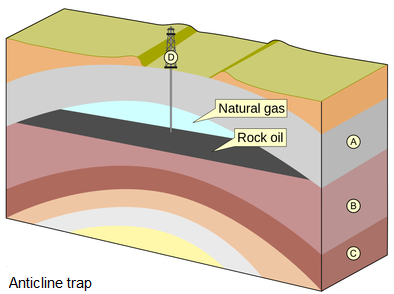
Trampa anticlinal de petróleo.

Las capas de roca que se pliegan en una charnela necesitan acomodar grandes deformaciones en la zona de la charnela. El resultado son huecos o zonas de menor presión entre las capas. Estos huecos, y sobre todo el hecho de que la presión del agua sea menor en ellos que fuera, actúan como desencadenantes de la precipitación de minerales. A lo largo de millones de años, este proceso es capaz de recoger grandes cantidades de minerales traza de grandes extensiones de roca y depositarlos en lugares muy concentrados. Este puede ser un mecanismo responsable de las vetas.
En resumen, a la hora de buscar vetas de minerales valiosos, lo más sensato sería buscar rocas muy plegadas, y ésta es la razón por la que la industria minera está muy interesada en la teoría del plegamiento geológico.

### Industria petrolífera
Las trampas anticlinales se forman por plegamiento de la roca. Por ejemplo, si una unidad de arenisca porosa cubierta de esquisto de baja permeabilidad se pliega en un anticlinal, puede contener hidrocarburos atrapados en la cresta del pliegue.
La mayoría de las trampas anticlinales se crean como resultado de la presión lateral que pliega las capas de roca, pero también pueden producirse por la compactación de los sedimentos.